# Beechcraft Skipper
Beechcraft Skipper é uma aeronave com dois assentos, que fora fabricada de 1979 até 1981. 